# 台 (測度論)
数学の分野で、ある可測な位相空間 (X, Borel(X)) 上の測度 μ の台（だい、英: support）とは、その空間 X のどこでその測度が「生きている」かということに関する厳密な概念である。しばしば位相的台（topological support）やスペクトル（spectrum）と呼ばれることもある。そのような台は、すべての点のすべての近傍が正の測度を持つような、X の最大の（閉）部分集合で定義される。

## 動機
ある可測空間 (X, Σ) 上の（非負の）測度 μ は実際、函数 μ : Σ → [0, +∞] と表すことが出来る。したがって、通常の台の定義に従えば、μ の台は次のような σ-代数 Σ の部分集合となる。
{\displaystyle \mathrm {supp} (\mu ):={\overline {\{A\in \Sigma \mid \mu (A)>0\}}}.}
しかし、この定義にはいくらか不十分な点がある。実際、Σ 上の位相すら与えられていないのである。今我々が本当に知りたいことは、空間 X 内のどこにおいて測度 μ が非ゼロとなるかということである。次のような二つの例を考えよう。
1. 実数直線 R 上のルベーグ測度 λ を考える。λ が実数直線全体で「生きている」ことは明らかである。
2. ある点 p ∈ R に関するディラック測度 δp を考える。再び直感的に、測度 δp は点 p において「生きており」、その他のどこにおいても生きてはいないことが分かる。

以上の二つの例を考慮すれば、以下に述べる定義の候補はいずれも却下されることが分かり、次の節で述べる定義が採用される。
1. μ がゼロとなるような点を除き、残りの部分 X / { x ∈ X | μ({x}) = 0 } を台として定義する場合。これはディラック測度 δp には適しているが、ルベーグ測度 λ には適さない。実際、任意の点のルベーグ測度はゼロであるため、この定義では λ の台は空集合となってしまう。

1. 狭義正測度の概念と比較することで、近傍の測度が正となるようなすべての点からなる集合

{\displaystyle \{x\in X\mid {\text{for some open }}N_{x}\ni x,\mu (N_{x})>0\}}
を台と定義する（あるいはこの閉包で定義する）場合。これもまた適切ではないことが簡単に分かる。実際、すべての点 x ∈ X に対して Nx = X とすれば、ゼロ測度を除くすべての測度の台が X 全体となってしまう。
しかし、「局所狭義正」（local strict positivity）の概念は、測度の台の定義として丁度良いものであることが、次節で分かる。

## 定義
(X, T) をある位相空間とする。X 上のボレル σ-代数、すなわち、すべての開集合 U ∈ T を含む X 上の最小の σ-代数を Borel(X) で表す。μ を (X, Borel(X)) 上の測度とする。このとき、μ の台（あるいはスペクトル）は、すべての開近傍 Nx が正測度を持つような、X 内のすべての点 x の集合で定義される。すなわち、
{\displaystyle \mathrm {supp} (\mu ):=\{x\in X\mid x\in N_{x}\in T\implies \mu (N_{x})>0\}}
で定義される。人によっては、この集合の閉包で定義することもある。しかし、そのような必要は無い。実際、次の節を参照されたい。また、そのような台の同値な定義として、次を満たすような最小の閉集合 C ⊆ X、というものがある。
{\displaystyle U\in T{\text{ and }}U\cap C\neq \varnothing \implies \mu (U\cap C)>0.}
すなわち、そのような台との共通部分が空でないようなすべての開集合は、正測度を持つということである。

## 性質
- 空間 X 上のある測度 μ が狭義正であるための必要十分条件は、その台が supp(μ) = X となることである。μ が狭義正で x ∈ X を任意の点とするとき、x の任意の開近傍は開集合であるため正の測度を持つ。したがって x ∈ supp(μ) であり、supp(μ) = X となる。逆に、supp(μ) = X であるなら、すべての空でない開集合は（その内部のある点で台の要素となるようなものの開近傍であることより）正の測度を持つ。したがって、μ は狭義正である。
- 測度の台は X 内の閉集合である。なぜならば、その補集合は測度 0 であるような開集合の合併だからである。
- 一般に、非ゼロの測度の台は空集合となることもあり得る（後述の例を参照）。しかし、X がハウスドルフ位相空間で、µ がラドン測度であるなら、台の外側のある可測集合 A の測度はゼロとなる。すなわち、次が成り立つ。

{\displaystyle A\subseteq X\setminus \mathrm {supp} (\mu )\implies \mu (A)=0.}
この逆は一般に成り立たない。例えば、μ({x}) = 0 となるようなある点 x ∈ supp(μ) が存在する場合（ルベーグ測度の場合）には成り立たない。
したがって、「台の外での積分」は必要ないことになる。すなわち、任意の可測函数 f : X → R or C に対して、次が成り立つ。
{\displaystyle \int _{X}f(x)\,\mathrm {d} \mu (x)=\int _{\mathrm {supp} (\mu )}f(x)\,\mathrm {d} \mu (x).}
- ある測度の「台」の概念と、あるヒルベルト空間上の自己共役作用素のスペクトルの概念は密接に関連している。実際、{\displaystyle \mu } が直線 {\displaystyle \mathbb {R} } 上の正則ボレル測度であるとき、乗算作用素 {\displaystyle (Af)(x)=xf(x)} はその自然な定義域

{\displaystyle D(A)=\{f\in L^{2}(\mathbb {R} ,d\mu )\mid xf(x)\in L^{2}(\mathbb {R} ,d\mu )\}}
上の自己共役作用素であり、そのスペクトルは恒等函数 {\displaystyle x\mapsto x} の本質的値域と一致する。この集合はまさしく {\displaystyle \mu } の台である。

## 例

### ルベーグ測度
実数直線 R 上のルベーグ測度 λ と、ある任意の点 x ∈ R を考える。このとき、x の任意の開近傍 Nx は、ある ε > 0 に対する開区間 (x − ε, x + ε) を含む。この区間はルベーグ測度 2ε > 0 となるため、λ(Nx) ≥ 2ε > 0 となる。x ∈ R は任意だったので、supp(λ) = R が成り立つ。

### ディラック測度
ディラック測度 δp の場合、x ∈ R とし、次の二つの場合を考える。
1. x = p であるなら、x のすべての開近傍 Nx は p を含み、したがって δp(Nx) = 1 > 0 となる；
2. 一方、x ≠ p であるなら、x を含む十分小さな開球 B で p を含まないようなものが存在する。このとき δp(B) = 0 となる。

以上より、supp(δp) は単集合 {p} の閉包、すなわち {p} 自身であると結論付けられる。
実際、実数直線上のある測度 μ がある点 p に対するディラック測度 δp であるための必要十分条件は、μ の台が単集合 {p} であることである。したがって、実数直線上のディラック測度は、分散がゼロであるような唯一つの測度である。

### 一様分布
次のように定義される、実数直線 R 上の測度 μ を考える。
{\displaystyle \mu (A):=\lambda (A\cap (0,1))}
これはすなわち、開区間 (0, 1) 上の一様測度である。ディラック測度に関する議論と同様に、supp(μ) = [0, 1] であることが分かる。ここで境界上の点 0 および 1 は台に含まれることに注意されたい。すなわち、0（あるいは 1）を含む任意の開集合は、(0, 1) と共通部分を持つような 0（あるいは 1）に関するある開区間を含むものであり、したがって正の μ-測度を持つ。

### 台が空であるような非ゼロの測度
「開区間」によって生成される位相を伴うすべての可算順序からなる空間は、局所コンパクトハウスドルフ空間である。非有界な閉部分集合を含むボレル集合に対しては 1 となり、その他のボレル集合に対しては 0　となるような測度は、台が空であるようなボレル確率測度である。
あるコンパクトなハウスドルフ空間上では、非ゼロ測度の台は常に空ではないが、測度 0 となることがある。このような例の一つとして、前述の例に第一非可算順序 Ω を加えることが考えられる。このとき、測度の台は単一の点 Ω となり、その測度は 0 である。

## 符号付測度および複素測度
μ : Σ → [−∞, +∞] をある符号付測度とする。ハーンの分解定理を用いることで、
{\displaystyle \mu =\mu ^{+}-\mu ^{-}}
と書ける。但し μ± はいずれも非負の測度である。このとき μ の台は
{\displaystyle \mathrm {supp} (\mu ):=\mathrm {supp} (\mu ^{+})\cup \mathrm {supp} (\mu ^{-})}
と定義される。同様に、μ : Σ → C が複素測度であるなら、その台はその実部および虚部のそれぞれの台の合併で定義される。